# Peter Behrens
Peter Behrens (Hamburgo, 14 de abril de 1868-Berlín, 27 de febrero de 1940) fue un arquitecto y diseñador alemán. Fue el que acuñó la frase "Menos es más" atribuida erróneamente a Mies van der Rohe que fue su ayudante.
Behrens se formó inicialmente como artista en pintura y luego se convirtió en pionero de la arquitectura objetiva y diseño industrial en arquitectura antes de la Primera Guerra Mundial. Es conocido sobre todo como cofundador de la German Werkbund y por su extensa labor de diseño para AEG antes de la Primera Guerra Mundial. Se le considera el prototipo ("arquetipo") del diseñador industrial y, al mismo tiempo, el inventor del diseño corporativo, ya que diseñó todo en AEG, desde el membrete hasta los productos fabricados, como las teteras eléctricas, pasando por los edificios de sus fábricas, con un espíritu uniforme. El Estudio de Arquitectura que dirigía adquirió especial importancia porque varios arquitectos que más tarde se hicieron famosos -entre ellos Walter Gropius, Ludwig Mies van der Rohe y Le Corbusier - habían trabajado allí casi simultáneamente. También trabajó para la fundición tipográfica de Klingspor Brothers como diseñador tipográfico. Aquí diseñó una serie de tipos de letra, entre ellos el Behrens Antiqua en 1907.

## Biografía

### 1868-1899
Hijo de un protestante de Schleswig-Holstein. familia de terratenientes]] asistió al Christianeum de Altona desde septiembre de 1877, que abandonó de nuevo tras la Quarta de Semana Santa de 1882. De 1885 a 1891 estudió pintura en las academias de arte de Karlsruhe (desde 1885), Düsseldorf (desde 1889) y Munich.
En Düsseldorf fue alumno del pintor Ferdinand Brütt y vivió en Goltsteinstraße 18. Múnich, donde comenzó a trabajar de forma independiente en 1892, ejerció una especial influencia sobre Behrens como centro reconocido del movimiento Art Nouveau de la época. Entre 1886 y 1889 estudió pintura en la Escuela de Arte de Karlsruhe y posteriormente, en 1889, en Düsseldorf. Al finalizar sus estudios en 1890 hizo un viaje por Países Bajos para familiarizarse con las obras de los luministas de aquel país y al final del mismo se estableció en Múnich donde se casó con Elisabeth Kramer. Allí trabajó como pintor, dibujante publicitario, fotógrafo y diseñador.
Behrens fue cofundador de la Secesión de Múnich en 1892, de la que pronto se marchó para fundar la Asociación Libre de Artistas de Múnich con Max Slevogt y Lovis Corinth, entre otros. Cinco años después Behrens fue también cofundador de la vanguardista Vereinigte Werkstätten für Kunst im Handwerk (Talleres unidos por el arte en las artesanías) en 1897. En los siguientes dos años abandona la pintura y realiza diseños de joyería, muebles y objetos de cristal y porcelana. Realiza una serie de exposiciones en el Keller y Reiner Gallery de Berlín, el Gaspolat de Múnich y el Kunsteverein de Darmstadt. La amistad con miembros del círculo Pan, como Otto Julius Bierbaum y Otto Erich Hartleben, le dio la oportunidad de colaborar en su revista y de darse a conocer imprimiendo xilografías y otras obras. A partir de entonces se dedicó más a la artesanía, realizando obras en vidrio y porcelana. En 1899 (a. Q.: 1890) se casó con la artista Lilli Krämer.

### Darmstadt 1899-1903
En 1899, recibió un nombramiento para la [[colonia de artistas de Darmstadt] Mathildenhöhe]]. Allí Behrens comenzó a dedicarse a la arquitectura. La iniciativa de tal comunidad de artistas partió del Hesse Gran Duque Ernst Ludwig, que convocó en Darmstadt a jóvenes artistas de diversos campos. Cuando la colonia se presentó al público en 1901 con la exposición Un documento del arte alemán, impresionó sobre todo la Haus Behrens, proyectada por él mismo desde la fachada hasta la cubertería. Sin embargo, algunos expertos se ofendieron por el hecho de que Behrens fuera un puro autodidacta en lo que a arquitectura se refiere.
Sin embargo, para asombro de los críticos, cumplió su primera tarea arquitectónica y artística espacial a un alto nivel, demostrando de forma sobresaliente que había surgido un tipo de artista que, a pesar de las burlas de los académicos reaccionarios sobre los llamados "pintores-arquitectos", volvía a ser capaz de una actividad universal en todos los ámbitos del diseño de interiores y exteriores. La casa de Peter Behrens no tenía en absoluto el carácter de una primera obra. 
En la actualidad, la Casa Behrens es Patrimonio de la Humanidad de la UNESCO.
Entre 1899 y 1903 impartió clases en la recientemente formada Colonia de Artistas de Darmstadt, invitado por el duque Ernst Ludwig de Hesse a formar parte de la misma en 1900. Fue allí donde realizó su primera obra arquitectónica: su vivienda en la Colonia. Esta casa sufrió un incendio en 1944 que destruyó sus interiores, posteriormente restaurados por Auguste zu Höne, su propietario.
En 1902, además de su trabajo en Darmstadt, Behrens comenzó a impartir cursos de maestro artesano en el Bayerisches Gewerbemuseum de Núremberg. Vio en ello una oportunidad para familiarizar a los artesanos con las ideas de los artistas progresistas. En 1903 abandonó Darmstadt y la colonia de artistas, donde no había logrado imponerse al arquitecto Joseph Maria Olbrich (de formación académica).

### Düsseldorf 1903-1907
Behrens solicitó el puesto de director de la Kunstgewerbeschule Düsseldorf el 3 de octubre de 1902 a petición de la ciudad de Düsseldorf el 17 de septiembre. Presidido por el alcalde Wilhelm Marx, el consejo de la ciudad decidió a favor de Behrens el 16 de diciembre de 1902 y en contra de sus competidores Martin Dülfer y Wilhelm Kreis, de modo que pudo tomar posesión de su cargo como director de la Escuela de Artes y Oficios el 15 de marzo de 1903 a la edad de 34 años por un salario inicial inusualmente alto de 6.600 marcos.
Al principio, este trabajo resultó difícil, ya que la escena artística de Düsseldorf estaba muy dominada por la Academia de Pintura de Düsseldorf y muchas de las autoridades de allí no entendían muy bien los puntos de vista artísticos de Behrens. Esto no cambió cuando participó en la Exposición Internacional de Horticultura de Düsseldorf en 1904 y propuso un Jardín Arquitectónico frente al Kunstpalast, para cuyo diseño aportó diseños de vallas de madera, pérgolas y bancos de león o Bancos de mármol con gatos, realizados por el escultor Rudolf Bosselt. El Treillagen le valió el apodo de Lattenpitter en Düsseldorf y fueron demolidos a mediados de la década de 1920 bajo la dirección de Wilhelm Kreis durante la construcción del Ehrenhof. En el Goltsteinparterre', detrás de la Schauspielhaus, se conserva un banco de mármol con gatos, bastante deteriorado.  Por encargo de Heinrich Frauberger, director de la Asociación Central de Comercio de Renania, Westfalia y distritos limítrofes, diseñó en 1904 una sala de lectura para la Biblioteca Estatal y Municipal de Düsseldorf en Friedrichsplatz, que se expuso en la Louisiana Purchase Exposition de San Louis y se instaló en una ampliación del Museo de Arte de Düsseldorf hasta 1906.
Karl Ernst Osthaus, director del Museo Alemán de Arte en el Comercio y la Industria de Hagen, fue uno de los pocos que apoyó a Behrens durante este periodo. A través de Osthaus, Behrens entró en contacto con la empresa Hagener Textilindustrie Gebr. Elbers, para la que posteriormente realizó numerosos diseños textiles. Behrens inició otra importante colaboración con Gustav Gericke, para cuya Delmenhorster Linoleum-Fabrik AG desarrolló el Anker-Linoleum-Pavillon de la Exposición Estatal de Oldenburgo de 1905, así como el diseño corporativo en forma de membretes, carteles y folletos. 
Posteriormente, Behrens también creó cursos de tipografía en Düsseldorf. Para ello, se puso en contacto en 1906 con el británico Edward Johnston a través de Hermann Muthesius, que impartía cursos similares en el Royal College of Art desde 1902. Behrens ya había desarrollado varios tipos de letra desde 1901, como Behrens-Fraktur, Behrens-Kursiv y Behrens-Antiqua. Behrens recibió clases de dibujo vegetal y ornamental según el método de Moritz Meurer.
Behrens tenía un amplio círculo de estudiantes en Düsseldorf, que más tarde formaron la asociación Der Ring (Berliner Zehner-Ring) y publicaron una revista del mismo nombre. Diez años más tarde, en 1918, Fritz Roeber, director de la Academia de Arte de Düsseldorf, consiguió que se hiciera cargo del programa de arquitectura de la Escuela de Artes y Oficios, de sus profesores y alumnos, que también era conocida por la obra de Behrens.
Resulta llamativo que Behrens realizara un total de 72 viajes de trabajo como director de la Kunstgewerbeschule entre marzo de 1903 y agosto de 1907, por ejemplo a La Haya, Viena, Londres, Karlsruhe, Múnich, Dresde, Berlín, Hamburgo y Oldenburgo, para "conversaciones sobre la Exposición Universal de San Luis con organismos oficiales", para visitar otras escuelas de arte, para consultar con artistas o para construir una galería de arte. Ya en el segundo año de su dirección, pidió a Theodor von Möller, ministro de Comercio e Industria de Berlín, que le liberara de sus obligaciones docentes, fijadas en seis horas semanales, lo que éste le concedió a regañadientes y de mala gana.

## Actividades posteriores
En 1907 se sumó a la Deutscher Werkbund con cuyo fundador, Hermann Muthesius, compartía ideas, así como con el resto de los integrantes. Ese mismo año fue nombrado asesor artístico de la empresa AEG (Allgemeine Elektrizitäts-Gesellschaft) y se muda a Berlín. Para  AEG realizó lo más reconocido de su trabajo. Hizo los proyectos de las fábricas y las viviendas de los trabajadores, muebles, productos industriales e incluso la papelería (logotipo), carteles, anuncios y escaparates; contribuyó así a consolidar una nueva idea: la de la identidad corporativa, para cuyo desarrollo era necesario un nuevo tipo de empleado, el industrial visionario involucrado en todos los aspectos producidos por su industria, y también de proyectista, el "consultor" de diseño. Behrens proclamaba con esto la unión del arte y la industria, en sintonía con los ideales de Hermann Muthesius al fundar la Deutscher Werkbund.
Por todas estas tareas y logros se le considera el primer diseñador industrial de la historia. También diseñó para ellos una serie de edificios industriales en sus dos fábricas de Berlín, el más famoso de los cuales es la Fábrica de Turbinas AEG de 1909, en el emplazamiento de Moabit, considerado un ejemplo temprano del Modernismo. A continuación, diseñó cuatro nuevos edificios en Humboldthain, que demostraron que le interesaban tanto los efectos masivos, audaces, clásicos y pintorescos, según el contexto, como la expresión de la modernidad. Como Peter Behrens era consultor y no empleado de AEG, tenía libertad para trabajar en otros proyectos, y desarrolló un estudio de arquitectura de gran éxito. Durante este periodo, su despacho contó con numerosos estudiantes y ayudantes, algunos de los cuales llegarían a convertirse en destacados modernistas. En los siguientes 4 años trabajaron en su despacho Walter Gropius, Adolf Meyer, Ludwig Mies Van der Rohe y Le Corbusier, siendo una reconocida influencia, tal como lo mostraría el propio Gropius en su libro La nueva arquitectura y la Bauhaus.
En 1914 se adhirió al Manifiesto de los profesores de Universidad y Hombres de Ciencia Alemanes y participó en 1927 en la exposición organizada por la Werkbund en Welbenhof. Entre 1922 y 1936 ejerció como profesor de la Escuela de Arquitectura de Viena.
En 1936 aceptó el cargo de director del departamento de Arquitectura de la Academia de las Artes de Prusia en Berlín.
Fue llamado por Albert Speer para el plan de remodelación de Berlín pero su candidatura fue rechazada por el poderoso Alfred Rosenberg. Hitler admiraba la Embajada alemana en San Petersburgo, obra de Behrens quien en 1934 se había afiliado al temprano partido nazi en Austria. La guerra se desató y en 1940, huyendo del frío de su casa de campo se halló con la muerte con un ataque al corazón en el Hotel Bristol de Berlín.
Fue el padre del ingeniero muniqués Josef Behrens (1890-1947) y la periodista Petra Behrens (1898-1993) y abuelo del arquitecto y urbanista berlinés Till Behrens (1931).

## Logros
Logró combinar funcionalidad y elegancia, combinando el uso de materiales modernos y técnicas de construcción con proporciones clásicas.En 1903, fue nombrado director de la Escuela de Arte de Dusseldorf, donde aprovechó la oportunidad para introducir una serie de reformas de la enseñanza.

## Aportes al mundo del diseño
Su aporte al diseño gráfico y la creación del concepto de imagen corporativa. es considerado por muchos como el padre del diseño industrial y uno de los pioneros del diseño moderno.1907 publica el libro El arte en la tecnología en el que sienta las bases de lo que llamará el “diseño y funcionalidad perfectos”. En esta concepción, entenderá el diseño como un diálogo entre la forma y la función.

## Obras y diseños

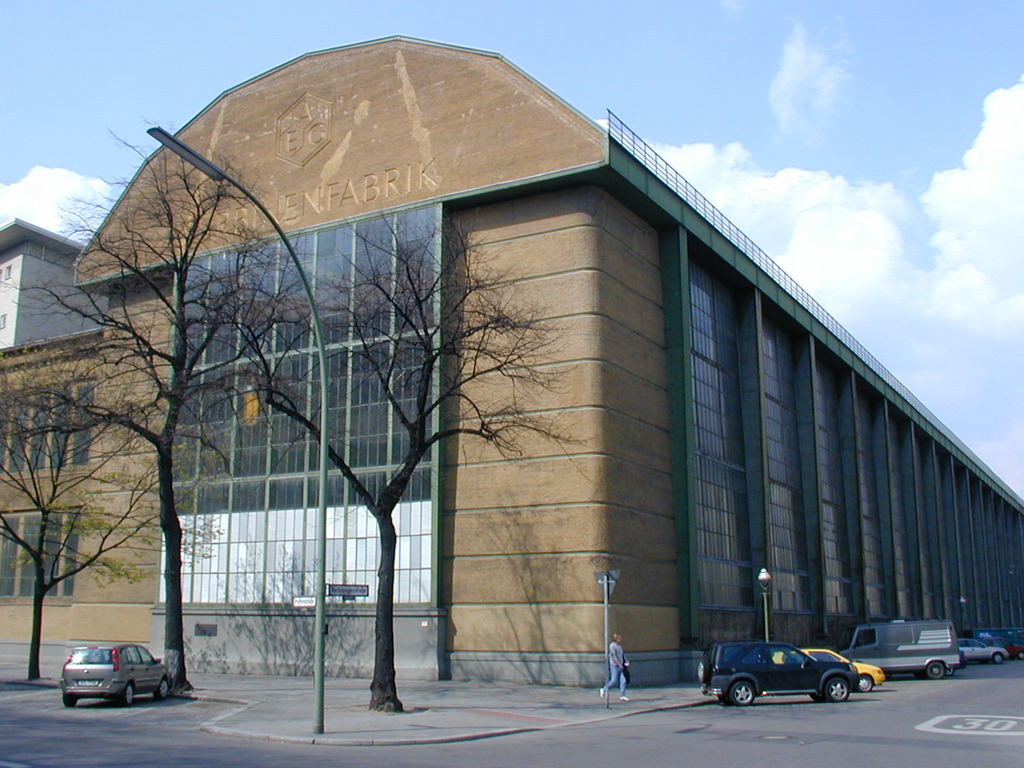
La nave de turbinas de la empresa AEG, ocupa un lugar especial en la historia de la arquitectura y el diseño del, al constiuir la primera fábrica moderna, que sirvió de inspiración para arquitectos como Le Corbusier, Walter Gropius y Ludwig Mies van der Rohe.

1901, Primera obra arquitectónica de Behrens, la casa que construyó para sí mismo en Darmstadt en Mathildenhöhe (Behrens House)
1908, Inscripción "Dem Deutsche Volke", frontispicio del Reichstag berlinés.
1909, AEG Turbinenhalle o Nave de turbinas de la empresa AEG, Berlín
1910, Haus Wiegand, Berlin-Dahlem
1911, Embajada Alemana en San Petersburgo
1912, Mannesmannhaus, Düsseldorf (hoy Vodafone)
1924, Hochster Farbwerke, Frankfurt
1925, Lagerhaus der Gutehoffnungshütter, Oberhausen
1925, participa en la exposición de Artes Decorativas en París.
1926, Colegio San Benedicto, Salzburgo
1927, Casa en Weißenhofsiedlung en Stuttgart
1929, participa en el concurso para la remodelación de la Alexanderplatz (Alexanderhaus y Berolinahaus) y realiza el proyecto de la Villa Lewin en Scholochtensee.
1929, Sinagoga de Zylina, Eslovaquia.
1929, Villa Gans en Kronberg im Taunus
1930, realiza el Ring der Frauen (Círculo de señoritas).
1930-1931, trabajó en la construcción de dos edificios de oficinas con hormigón armado, alcanzando una altura de ocho pisos. En este último año proyectó la Villa Granza en Kronberg.
1932, construyó una fábrica de cigarros en Linz, "Austria Tabak Regie"